# Rodrigo Lemos (músico)
Rodrigo Eugenio Pereira Lemos, conhecido como Rodrigo Lemos (Divinópolis,  31 de outubro de 1967) é um violeiro, compositor, musicólogo e professor brasileiro.

## Biografia
Rodrigo Eugenio Pereira Lemos é natural de Divinópolis-MG, nascido em 31 de outubro de 1967. Anos 10 anos começou estudar música de forma autodidata, direcionando os seus estudos no violão e na viola caipira.
Na década de 1990, começou a realizar apresentações em várias localidades do país, participando de diversos festivais de música. Tocou com grandes nomes da música brasileira, como Renato Andrade, Zé Côco do Riachão, Pena Branca & Xavantinho, Sérgio Reis, Almir Sater, entre outros. Nesse período, também aproveitou a visita a várias cidades pelo Sertão de Minas Gerais, bem como de outros estados brasileiros, como Bahia, Goiás, Mato Grosso do Sul e Tocantins, para reunir informações sobre a tradição e cultura musical dessas localidades.
Ao longo de sua carreira, apesar de trazer a tradição da viola caipira mineira, o instrumentista assume ter muita influência da cultura e tradição musical da região do Pantanal, do Xingu e da Amazônia. O seu repertório costuma incluir releituras ou versões próprias de grandes clássicos da música popular brasileira, como "Disparada" de Geraldo Vandré, "Trenzinho do Caipira" de Heitor Villa-Lobos, "Asa Branca" de Luiz Gonzaga, "Rio de Lágrimas" de  Tião Carreiro e Lourival dos Santos, bem como canções autorais, como "Riverbank Park", "Mississípi", "Tocaia" e "Sumidouro".
Em 1994,  participou do ”Canta Minas” promovido na emissora filiada da Rede Globo em Minas Gerais. Naquele ano também participou do “Novos Talentos” do programa Domingão do Faustão.
Na década de 2000, nos EUA promoveu a "Viola Lemos Music School", em que junto de demais professores ensinaram a alunos de 21 países, incluído alunos norte-americanos, destacando os gêneros e estilos da música brasileira. Nesse período, participou de importantes eventos musicais em países da América Latina, Europa e nos EUA, como, por exemplo, a oportunidade em que tocou no Central Park em Nova York e na sede das Organização das Nações Unidas (ONU), promovendo a música brasileira.
Em 2004, em Dallas, Texas, nos EUA, representou o estado americano de New Jersey em um dos maiores festivais de música instrumental daquele país, promovido pela Guitar Center, a maior rede de lojas de instrumentos musicais do mundo. Naquela ocasião, disputou com outros 49 músicos ao longo de três dias de festival, que contou com apresentações de grandes nomes da música como Eric Clapton, James Taylor, BB King, entre outros. Ao final do evento, Rodrigo Lemos ficou em 4º lugar na categoria em que concorreu. Entre os instrumentos que costuma tocar em suas apresentações está a viola caipira, o violão nylon, o violão 12 cordas e o bandolim.
No ano de 2010, foi vencedor do Prêmio BDMG Instrumental. Naquele ano, também lançou o álbum "As quatro estações" em que a turnê de divulgação contou com uma apresentação registrada em vídeo no SESC, em São Paulo.
Em 2014, lançou o seu CD "A noite" contando com diversas canções autorais. A apresentação de lançamento, na cidade de Divinópolis-MG, rendeu também um DVD que incluiu canções típicas do repertório do artista bem como canções do novo álbum.
Nas eleições municipais de 2016, foi candidato a vereador de sua cidade natal, Divinópolis-MG, pelo Partido Social Democrático (PSD), obtendo 211 votos. Porém, não conseguiu ser eleito.

## Discografia e videografia
- 2014 — A noite
- 2014 — A noite (DVD)
- 2010 — As quatro estações